# Solanum trachycarpum
Solanum trachycarpum är en potatisväxtart som beskrevs av Friedrich August Georg Bitter och Luis Aloysius, Luigi Sodiro. Solanum trachycarpum ingår i släktet skattor som ingår i familjen potatisväxter. Inga underarter finns listade i Catalogue of Life.